# Том Берк
Том Берк (народився 30 червня 1981) — англійський актор. Найбільш відомий своїми ролями Атоса в серіалі від BBC «Мушкетери» 2014—2016 років, Долохова в літературно-адаптованому міні-серіалі «Війна та мир» 2016 року, однойменного персонажа Корморана Страйка в серіалі «Страйк» 2017—2022 років та Орсона Уеллса в 2020 фільм Манк .

## Раннє життя
Берк народився в Лондоні і виріс у Кенті. Його батьки, Девід Берк і Анна Колдер-Маршалл, також актори, як і його хрещені батьки, Алан Рікман і Бріджит Тернер. Його бабуся Ара і дід Артур Колдер-Маршалли по материнській лінії були письменниками. Берк народився з Розщепленням губи, і йому зробили реконструктивну операцію.
Берк завжди хотів стати актором. Він відвідував National Youth Theatre, Young Arden Theatre у Фавершемі та Box Clever Theatre Company, які виступали в Marlowe Theatre у Кентербері, а також брав участь у виставах, які його батьки ставили у рідному місті.
В дитинстві у Берка діагностували дислексію. Маючи проблеми з навчанням, він залишив школу до того, як отримав A-levels, тому що «не витримав цієї ідеї» і думав, що «не переживе цього». Як тільки він закінчив школу в 17 років, він написав в акторське агентство і після прослуховування отримав свою першу роль. Відвідував школу танців, перш ніж його прийняли в Королівську академію драматичного мистецтва (англ. Royal Academy of Dramatic Art) у Лондоні, коли йому було 18 років.

## Кар'єра
Першою роллю Берка була роль Роланда у фільмі «Серце дракона: Новий початок» 1999 року, невдалого продовженні фільму «Серце дракона» 1996 року. Того року він знявся в епізоді серіалу Dangerfield і телефільму All King's Men. Після закінчення академії почав активно працювати на телебаченні, в кіно та в театрі. 

### Телебачення
Його першою телевізійною роллю після драматичної школи був Сід у трилер серіалі Пола Еббота «Велика гра» з Джоном Сіммом, Біллом Наї та Джеймсом Мак-Евоєм. У 2004 році він зіграв Лі в телефільмі «Белла і хлопці». У 2005 році він зіграв 20-річну версію сина Джакомо Казанова, Гіака, у телевізійній адаптації Казанови, де знялися Девід Теннант і Пітер О'Тул.
У 2006 році він зіграв доктора Джона Сьюарда в телефільмі «Дракула». У 2007 році він зіграв Наполеона Бонапарта в епізоді документальної драми ВВС «Герої та лиходії» та зіграв невелику роль книговидавця в сатиричній драмі «Суд над Тоні Блером». У 2009 році він зіграв лейтенанта Рейса в епізоді 12-ї серії «Пуаро Агати Крісті». У 2011 році зіграв Бентлі Драммла у двох епізодах адаптації ВВС «Великих сподівань» Чарльза Діккенса. У 2012 році він став постійним актором у другій серії BBC Two «Година» в ролі журналіст Білл Кендалл. З 2014 по 2016 рік він грав Атоса в серіалі BBC One «Мушкетери», адаптації «Трьох мушкетерів» Олександра Дюма. Він також грав Корморана Страйка в міні-серіалі BBC «Страйк», заснованому на детективних романах Роберта Гелбрейта; і Ребров у проекті Sky TV «The Lazarus Project», який транслюватиметься в США на кабельній мережі TNT у січні.

### Фільми
У 2004 році Берк зіграв свою першу кінороль у фільмі «Розпусник». У 2007 році він зіграв режисера-початківця, який закінчив постановкою порнофільму в комедії «Я хочу цукерки». У 2008 році він зіграв Блуї в трилері жахів «Donkey Punch», який дебютував на кінофестивалі Sundance 2008. У 2009 році він зіграв Джеффа Годдарда у фільмі «Телстар: Історія Джо Міка» та зіграв невелику роль у фільмі «Шері» Стівена Фрірза. У 2010 році він зіграв Деві в драмі «Третій зірці» з Бенедиктом Камбербетчем, Джей Джей Філдом і Адамом Робертсоном у головних ролях, яка розповідає про поїздку чотирьох друзів, один з яких смертельно хворий, до затоки Барафундл в Уельсі.
У 2012 році він зіграв Марка в «Cleanskin». У 2013 році він зіграв Біллі, старшого брата персонажа Райана Гослінга у фільмі «Лише Бог прощає» режисера Ніколаса Віндінґа Рефна. Того ж року він виконав роль другого плану у фільмі Рейфа Файнса «Невидима жінка».
У 2020 році він зіграв американського режисера Орсона Веллса в оригінальному фільмі Netflix Девіда Фінчера «Манк», з Ґері Олдменом у ролі Германа Дж. Манкевича. Він також зіграє головну роль у фільмі англійського режисера та фотографа Мітча Дженкінса «Шоу» (за сценарієм Алана Мура) у ролі приватного детектива Флетчера Денніса. У листопаді 2021 року Берк приєднався до Ані Тейлор-Джой і Кріса Гемсворта у «Фуріоза» - спін-офф фільму «Шалений Макс: Дорога гніву», замінивши Яг'ю Абдул-Матіна II, якому довелося покинути проєкт через конфлікти з розкладом.

### Театр
Як актор театру, Берк працював з Королівською шекспірівською компанією та з'являвся в п'єсах Shakespeare's Globe, зігравши Ромео в «Ромео і Джульєтті» у 2004 році; в Old Vic у Design for Living Ноеля Коварда разом з Ендрю Скоттом і Лізою Діллон у 2010 році; і в театрі Алмейда, граючи Грега в «Причини бути гарним» у 2011 році. У 2002 році він зіграв Гамлета у фільмі Говарда Баркера «Гертруда — Плач», переробленому шекспірівському «Гамлеті», який зосереджується на персонажі Гертруди, матері головного героя.
У 2006 році він працював з Ієном Маккелленом у виставі The Cut. У 2008 році він зіграв Адольфа у фільмі «Кредитори на складі Донмар». Актор Алан Рікман, хрещений батько Берка, поставив п'єсу, яка принесла Берку нагороду Яна Чарльзона. Згодом прем'єра п'єси відбулася в Бруклінській академії музики в Нью-Йорку в 2010 році. У 2012 році він зіграв Луїса Дюбеда в «Лікар перед дилемою» в Національному театрі.

## Фільмографія

### Кіно
| Not yet released | Позначає незавершені роботи |

| Рік  | Фільми                        | Роль                          | Примітки        |
| ---- | ----------------------------- | ----------------------------- | --------------- |
| 2000 | Серце Дракона: Новий початок  | Роланд                        | Невдалий прокат |
| 2003 | Берл                          | Коннор                        |                 |
| 2004 | Squaddie                      | Енді                          |                 |
| 2005 | Розпусник                     | Воган                         |                 |
| 2006 | Просвітництво                 | Деніел Клей                   |                 |
| 2007 | Я хочу цукерки                | Джон Беггі Беглі              |                 |
| 2007 | Супермаркет Сем               | Сем                           |                 |
| 2007 | Колекціонери                  | Едгар                         |                 |
| 2008 | Donkey Punch                  | Синій                         |                 |
| 2009 | Telstar                       | Джефф Годдард                 |                 |
| 2009 | Шері                          | Віконт Дезмонд                |                 |
| 2009 | рев                           | Мік                           |                 |
| 2010 | Дитина                        | Містер Хейс                   |                 |
| 2010 | Третя зірка                   | Деві                          |                 |
| 2010 | Дивись, Незнайко              |                               |                 |
| 2012 | Ворог, за якого треба померти | Терренс                       |                 |
| 2012 | Cleanskin                     | Марк                          |                 |
| 2013 | Лише Бог простить             | Біллі                         |                 |
| 2013 | Невидима жінка                | Містер Джордж Вартон Робінсон |                 |
| 2014 | Хуліганська фабрика           | Куля                          |                 |
| 2019 | Сувенір                       | Ентоні                        |                 |
| 2020 | Шоу                           | Флетчер Денніс                |                 |
| 2020 | Манк                          | Орсон Веллс                   |                 |
| 2021 | Сувенір: Частина II           | Ентоні                        |                 |
| 2021 | Справжні речі                 | блондинка                     |                 |
| 2022 | Жити                          | Сазерленд                     |                 |
| 2022 | Диво                          | Вільям Бірн                   |                 |
| 2022 | Klokkenluider                 |                               |                 |
| 2024 | Фуріоза                       | Преторіан Джек                |                 |
| 2025 | Операція «Чорний кейс»        | Фредді Смоллс                 |                 |

### Телебачення
| Рік                      | Назва                     | Роль                    | Примітки                                         |
| ------------------------ | ------------------------- | ----------------------- | ------------------------------------------------ |
| 1999                     | Dangerfield               | Гевін Кіркдейл          | Епізод № 6.11 «Щось особисте»                    |
| 1999                     | Усі королівські люди      | Рядовий Чед Баттербі    | Телевізійний фільм                               |
| 2003                     | Стан гри                  | Сід                     | Епізоди № 1.3–1.6                                |
| 2003                     | Молоді відвідувачі        | Горацій                 |                                                  |
| 2003                     | POW                       | Роббі Крейн             | Епізод № 1.3                                     |
| 2004                     | Белла і хлопці            | Лі                      |                                                  |
| 2004                     | Таємниці інспектора Лінлі | Джуліан Бріттон         | Епізод № 3.1 «У гонитві за правильним грішником» |
| 2005                     | Казанова                  | Гіак, 20 років          | Епізод № 1.3                                     |
| 2005                     | The Brief                 | Ден Оттвей              | Епізод № 2.2                                     |
| 2005                     | Єрихон                    | Едвард Уеллслі          | Епізод № 1.1 «Пара рваних пазурів»               |
| 2005                     | Все про Джорджа           | Павло                   | Епізоди № 1.2–1.6                                |
| 2006                     | Номер 13                  | Едвард Дженкінс         | Короткий                                         |
| 2006                     | Дракула                   | Доктор Джон Сьюард      | Телевізійний фільм                               |
| 2007                     | Суд над Тоні Блером       | Книговидавець           |                                                  |
| 2007                     | Герої та лиходії          | Наполеон Бонапарт       | Епізод № 1.1 «Наполеон»                          |
| 2008                     | Закоханий у Барбару       | Рональд Картленд        | Телевізійний фільм                               |
| 2009                     | Пуаро Агати Крісті        | Лейтенант Колін Рейс    | Епізод #12.1 " Годинники "                       |
| 2011                     | Великі сподівання         | Bentley Drummle         | Епізоди № 1.2–1.3                                |
| 2012                     | Година                    | Білл Кендалл            | Епізоди № 2.1–2.6                                |
| 2013                     | Заголовок                 | Бен                     | Епізод № 1.6                                     |
| 2013–2014                | Утопія                    | Філіп Карвел            | Епізод № 2.1                                     |
| 2014–2016                | Мушкетери                 | Атос                    | Головна роль                                     |
| 2016                     | Війна і мир               | Федір Долохов           | Телевізійний міні-серіал                         |
| 2017 — по теперішній час | Страйк                    | Корморан Страйк         | Головна роль                                     |
| 2020                     | Корона                    | Дерек «Деззл» Дженнінгс | Епізод: «Спадковий принцип»                      |
| 2021                     | Сучасне кохання           | Майкл                   | Епізод: «На серпантині, зверху вниз»             |
| 2022                     | Проект Lazarus            | Ребров                  | Головна роль                                     |

## Театр
| Рік  | Назва                                  | Роль                      | Місцезнаходження             | Примітки                                                  |
| ---- | -------------------------------------- | ------------------------- | ---------------------------- | --------------------------------------------------------- |
| 2002 | Гертруда — Плач                        | Гамлет                    | Riverside Studios            |                                                           |
| 2003 | Восковий король (Генріх VI, частина 3) | Лорд Кліффорд             | Ініціатива «Мріяна воля».    | частина документального фільму « Як ти знаєш мою доньку?» |
| 2003 | Крихка земля                           | Фідель                    | Театр Хемпстед               |                                                           |
| 2003 | Пам'ятник                              | Стетко                    | Театр Фінборо                |                                                           |
| 2004 | Ромео і Джульєтта                      | Ромео                     | Шекспірівський глобус        | [ 17 ]                                                    |
| 2005 | Макбет                                 | Малькольм                 | Театр Алмейда                |                                                           |
| 2005 | Ув'язнений                             | Лідл                      | Театр Старого Червоного Лева |                                                           |
| 2006 | Розріз                                 | Степан                    | Склад Донмар                 | [ 18 ]                                                    |
| 2007 | Сцени зі страти                        | Карпета                   | Імперія Хакні                | [ 19 ]                                                    |
| 2007 | Скляні вугри                           | Кеннет                    | Театр Хемпстед               | [ 20 ] [ 21 ]                                             |
| 2007 | Дон Хуан повертається з війни          | Дон Жуан                  | Белградський театр           |                                                           |
| 2008 | Я стану дияволом                       | Дермот                    | Триколісний театр            |                                                           |
| 2008 | Уривок із «Отруєної атмосфери».        |                           | Студія Сохо                  | Директор                                                  |
| 2008 | Кредитори                              | Адольф                    | Склад Донмар                 |                                                           |
| 2009 | Реставрація                            | Роберт Мерівель           | Театр Солсбері               |                                                           |
| 2010 | Дизайн для життя                       | Отто                      | Старий Вік                   | [ 22 ]                                                    |
| 2011 | причини бути красивою                  | Грег                      | Театр Алмейда                | [ 23 ] [ 24 ] [ 25 ]                                      |
| 2012 | Дилема лікаря                          | Луї Дюбедат               | Національний театр ім        | [ 26 ] [ 27 ] [ 28 ]                                      |
| 2016 | Причини бути щасливими                 | Грег                      | Театр Хемпстед               |                                                           |
| 2016 | Глибоке синє море                      | Фредді Пейдж              | Національний театр ім        | [ 29 ]                                                    |
| 2018 | Дон Карлос                             | Поза / Великий Інквізитор | Театр Норткотт               | [ 30 ]                                                    |
| 2019 | Росмерсхольм                           | Йоганнес Росмер           | Театр герцога Йоркського     | [ 31 ]                                                    |

## Нагороди та номінації
| рік  | Нагорода                                                  | Робота                       | Результат |
| ---- | --------------------------------------------------------- | ---------------------------- | --------- |
| 2008 | Премія Яна Чарльзона                                      | Кредитори в Donmar Warehouse | Нагорода  |
| 2019 | Британська незалежна кінопремія за найкращу чоловічу роль | Сувенір                      | Номінація |